# Tentaculata
Tentaculata is een klasse van ribkwallen (Ctenophora).

## Kenmerken
Het gemeenschappelijke kenmerk van deze klasse is een paar lange tentakels, dat ze onderscheidt van de tentakelloze klasse Nuda. De lichaamsgrootte en vorm varieert sterk.

## Orden
- Cestida
- Cydippida
- Ganeshida
- Lobata
- Platyctenida
- Thalassocalycida
- Cambojiida
- Cryptolobiferida